# Acunasus hyalinus
Acunasus hyalinus är en insektsart som beskrevs av Delong 1945. Acunasus hyalinus ingår i släktet Acunasus och familjen dvärgstritar. Inga underarter finns listade i Catalogue of Life.